# Staat van de Shirvanshah
De staat van de Shirvanshah in de historische regio Shirvan van het huidige Azerbeidzjan was een van de grote middeleeuwse feodale staten van de Kaukasus, in de historische literatuur vernoemd naar de titel van haar heersers, de Shirvanshah.
Gescheiden van het kalifaat als een onafhankelijke staat in 861. In verschillende periodes breidde de macht van de Shirvanshah zich ook uit naar het naburige Arran en Derbent. Onder Shirvanshah Ibrahim I (1382-1417) ontwikkelde Shirvan zich tot een sterke onafhankelijke staat. Aan het begin van de 16e eeuw, onder sjah Ismail I, werd Shirvan ondergeschikt aan het Iraanse Rijk van de Safawieden. De staat van de Shirvanshah werd definitief geliquideerd in 1538 door sjah Tahmasp I, na de onderdrukking van de opstand van de Shirvanshah Sjachroech.
De hoofdstad was Sjemacha, vanaf het einde van de 12e eeuw Bakoe.

## Geschiedenis
De stichter van de eerste dynastie van de Shirvanshah, de Yazididen (Mazyadiden), was de Abbasidische commandant Yazid ibn Mazyad ash-Shaybani, de Arabische wali (ostikan) van het emiraat Armenië. Zijn erfgenamen en opvolgers profiteerden van de verzwakking van de centrale regering, en riepen Shirvan uit tot hun erfelijk bezit. In 861 namen ze de titel Shirvanshah aan.
In 917 werd Shirvan samengevoegd met het naburige emiraat Layzan. In 918 werd de nieuwe stad Sjemacha de hoofdstad van de staat. In 981-982 onderwierpen de Shirvanshah Gabala en Barda, aan het einde van de 10e - begin van de 11e eeuw begonnen oorlogen met het emiraat Derbent, welke rivaliteit eeuwen duurde, en in de jaren 1030 moesten ze invallen afweren van de Roes, Sarir en Alanen.
In de jaren 1060 werd de staat van de Shirvanshah aangevallen vanuit Arran en vervolgens binnengevallen door de Seltsjoekse Turken, die Shirvan verwoestten en de Shirvanshah Fariburz dwongen het gezag van de Seltsjoekse sultan te erkennen. In de jaren 1080 breidde Fariburz echter, profiterend van de verzwakking van zijn buren die ook werden onderworpen aan de Seltsjoekse invasie, zijn macht uit tot Arran en benoemde hij een gouverneur voor Ganja.
In het eerste kwart van de 12e eeuw moest de staat van de Shirvanshah verwoestende oorlogen voeren met Iberië en de Seltsjoeken. Het bewind van Shirvanshah Akhsitan I (1160-1196) zag de bloei van wetenschap en cultuur.
In Bakoe en de dorpen van Apsjeron werden grote verdedigingswerken gebouwd: vestingtorens en vestingwerken, moskeeën, karavanserais, enz. Bakoe, met haar gunstige haven, was een betrouwbare onderdak tijdens buitenlandse invasies. Shirvanshah Minuchihr III bouwde een stadsmuur rond Bakoe. Rond 1175 werd de verdedigingstoren van Gyz-galasy gebouwd door Akhsitan I.
Onder Gershasp I werd in 1204 een ronde toren gebouwd in Mardakan. 
De vestingwerken en torens getuigden van de rijkdom van de Shirvanshah en hun vazallen, de grote feodale heren, die deze bouwden met geld ontvangen uit de exploitatie van oliebronnen en zoutmijnen. Na de verovering van de hoofdstad van de Shirvanshah Sjemacha door Kyzyl-Arslan, verhuisde Akhsitan I zijn woonplaats voor enige tijd naar Bakoe. Na de vernietiging van Sjemacha door een aardbeving in 1192 maakte Akhsitan I van Bakoe de derde hoofdstad van Shirvan. Onder Fariburz III in 1234/5 werd de bouw van een fort in de Baai van Bakoe voltooid.

### Mongoolse verovering
In het eerste kwart van de 13e eeuw werd Shirvan onderworpen aan een Mongoolse invasie. Na een lange belegering werd Sjemacha in 1222 ingenomen en vernietigd. Alle inwoners werden gedood. Het Mongoolse leger veroverde en verwoestte de hele staat. In de daaropvolgende jaren vielen Kiptsjaken, Georgiërs en het leger van de khwarazmshah Jalal al-Din Mangburni Shirvan binnen. In 1231 vielen de Mongolen opnieuw de Zuidelijke Kaukasus binnen en vernietigden Ganja, Barda, Balakan en Sjabardan. Diegenen die de slachtingen van de Mongolen overleefden, zochten hun toevlucht in de bergen. De steden en gebieden van Shirvan en Arran werden veroverd door de Mongolen, welke tijdens het bewind van Shirvanshah Fariburz III een einde maken aan de onafhankelijkheid van de staat van de Shirvanshah. De geograaf Abd al-Rashid al-Bakoewi schreef in 1403 dat de Mongolen het versterkte fort bij de zee (Bakoe) niet konden innemen. Pas na de verovering van het hele land moest de stad zich onderwerpen. Bakoe, dat terzijde van de hoofdweg lag die de veroveraars volgden, overleefde blijkbaar beter dan andere steden, hoewel Arabische historici spreken over de vernietiging van het bovenste deel van het fort toen de stad door de Mongolen werd ingenomen.
Na het uiteenvallen van het Mongoolse Rijk werd Shirvan deel van het Il-kanaat. De neergang van het land werd verergerd door de voortdurende oorlogen tussen de Hulaguden en de Jochiden van de Gouden Horde, wiens troepen herhaaldelijk Transkaukasië binnenvielen via de Poort van Derbent en het land van Shirvan verwoestten. Gedurende het grootste deel van de 14e eeuw, met de verzwakking en daaropvolgende ineenstorting van het Hulaguden-rijk, vocht de staat van de Shirvanshah voor overleving en onafhankelijkheid, en nam deel aan de oorlogen met nieuwe nomadische staten.
In 1386 werd Shirvanshah Ibrahim I Derbendi een bondgenoot van Timoer Lenk, die met zijn leger Transkaukasië binnenviel. In 1395 droeg Timoer Lenk Derbent aan hem over, en vertrouwde de Shirvanshah de bescherming van de Poort van Derbent toe.
De dood van Timoer Lenk leidde tot het uiteenvallen van zijn rijk en een oorlog tussen zijn opvolgers, waarbij Ibrahim I Derbendi Ganja en het grootste deel van Karabach veroverde. In 1412 werd hij echter in de strijd verslagen door het leger van Qara Yusuf, de heerser van de Turkmeense staat Kara-Koyunlu, welke ontstond op de plaats van de westelijke bezittingen van Timoer Lenk en het huidige Zuid-Azerbeidzjan, Armenië, Koerdistan en Irak omvatte. Shirvan werd opnieuw verwoest en Ibrahim I werd een vazal van de Kara-Koyunlu-heerser. In 1468 werden de Kara-Koyunlu opgevolgd door de Turkse Ak-Koyunlu, waarmee de staat van de Shirvanshah gelieerde betrekkingen had.

### Verovering door de Safawieden

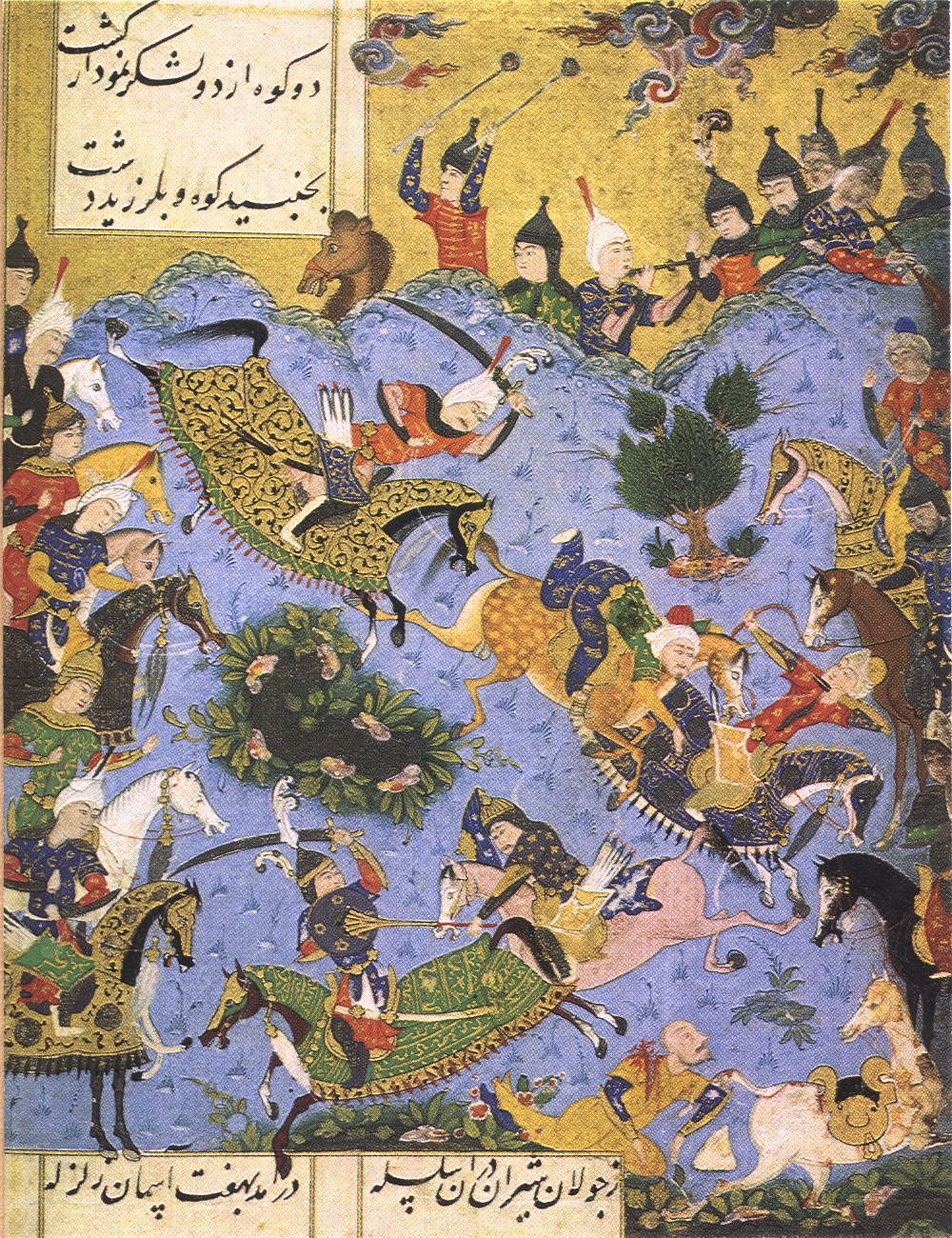
veldslag tussen sjah Ismail en de vorst van Shirvan

Aan het einde van de 15e eeuw hadden de Shirvanshah een nieuwe geduchte vijand in de soefi-orde van de Safawieden. Al in de herfst van 1500 ondernam  sjeik Ismail een campagne tegen de Shirvanshah Farrukh-Yasar. Hij nam Sjemacha in en versloeg het leger van de Shirvanshah volkomen, nam deze gevangen en executeerde hem. Het jaar daarop veroverde Ismail na een maandenlange belegering Bakoe, en plunderde alle schatten van de Shirvanshah. 
In 1509  stuurde Ismail, die toen al sjah van Iran was geworden, zijn leger opnieuw naar Shirvan. Hij bezette Sjemacha en Bakoe en accepteerde na een hardnekkige belegering de overgave van Derbent. Na deze campagne verbeterden de betrekkingen tussen Ismail I en de Shirvanshah, maar in 1538 viel Ismails opvolger sjah Tahmasp I Shirvan opnieuw aan. In 1539 eindigde de Yazididen-dynastie  met de executie van de laatste Shirvanshah Shahrukh, en Shirvan werd opgenomen in de Safawiedenstaat.